# Homloküreg

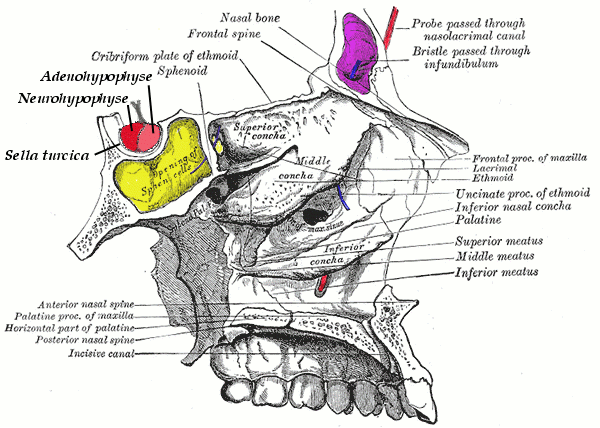
A homloküreg (lila színnel jelölve)

A homloküreg (Sinus frontalis) páros üreg a homlokcsontban. A homlokcsont squamájába és partes orbitalesébe igen változó mértékben nyúlik be, általában aszimmetriás válaszfallal. 
Mindkét üregfél a pars nasalison keresztül tölcsérszerűen szűkülő kivezető résszel áthalad a rostacsont-labyrinthus elülső részén, és a hiatus semilunaris elején nyílik a középső orrjáratba.
4-5 éves kor felett fejlődik ki. Kivezető csöve a legalsó pontján van, így könnyen ürül a középső orrjáratba. Hátsó fala az elülső koponyagödörrel közös.